# Jean-Pierre Chambellan
Jean-Pierre Chambellan, né le 7 octobre 1958, est un lutteur gréco-romain français.
Il remporte la médaille de bronze des Jeux méditerranéens de 1983 en catégorie des moins de 52 kg.
Il participe aux Jeux olympiques d'été de 1984.